# AutoAlliance International
AutoAlliance International (AAI) is een joint venture autoassemblagebedrijf van het Amerikaanse Ford Motor Company en het Japanse Mazda. De assemblagefabriek is gelegen in het Amerikaanse Flat Rock in de staat Michigan.

## Geschiedenis
In 1987 kocht Mazda het niet langer gebruikte Michigan Casting Center van Ford om er de Mazda 626 sedans te bouwen voor de Noord-Amerikaanse markt. In september dat jaar werd de fabriek heropend als de Mazda Motor Manufacturing (USA). Op 15 april 1992 nam Ford een aandeel van 50% in de fabriek terug en werd het een joint venture. Op 1 juli 1992 ging Ford de fabriek ook beheren en veranderde de naam. Vanaf 1993 bouwde AutoAlliance alle modellen Mazda 626. Van 1999 tot 2002 werd er de Mercury Cougar gebouwd en in dat laatste jaar begon ook de productie van de Mazda 6. In 2005 kwam daar de nieuwe Ford Mustang bij.

## Gegevens
| Oppervlakte fabriek: | 251 000 m² (25 ha) |
| Werknemers:          | 3700               |

## Gebouwde modellen
| Model          | Jaren      |
| -------------- | ---------- |
| Mazda MX-6     | 1988-1997  |
| Ford Probe     | 1989-1997  |
| Mazda 626      | 1990-2002  |
| Mercury Cougar | 1999-2002  |
| Mazda 6        | 2003-heden |
| Ford Mustang   | 2005-heden |